# Bafoulabé
Bafoulabé és una ciutat i un municipi rural del Mali, capital del cercle de Bafoulabé, a la regió de Kayes. Està situada a 400km al nord-oest de Bamako.

## Geografia
El municipi està situat de part i d'altra del riu Senegal.
Els dos rius Bafing i Bakoye s'ajunten per formar el riu Sénégal. En bambara, Bafoulabé significa « trobada de dos rius». A 90km, sobre el Bafing, es troba la presa i central hidroélectrica de Manantali. La xarxa hidrogràfica comprèn igualment rius, marigots i estanys.
El clima és de tipus sahelià amb una alternança d'una estació freda de novembre a febrer, a una estació calenta de mig febrer a mig juny i d'una estació de pluges (hivernatge) de juny a octubre. La pluviometria mitjana anual és de 900mm.
La vegetació està composta d'arbusts i d'arbres (palmeres de Palmyra, baobabs, ràfies, karités, dugutos, neres).
El relleu està constituït de planes, d'altiplans, de turons i de muntanyes. Els sòls són de tres tipus: bavós-arenós, argilós i areno-bavós.
El municipi comptava 14.373habitants l'any 2001, essencialment khassonkés, però igualment amb peuls i soninkés.

## Història
Bafoulabé fou el primer cercle creat al Sudan francès pels colonitzadors l'any 1887. Fou posat sota el comandement del Francès Cauchon. Els Francesos hi van instal·lar una de les primeres escoles colonials. En aquesta escola van ser formats diversos alts responsables malians que van treballar per la independència de Mali, com Fily Dabo Sissoko o Mamadou Konaté.
El municipi de Bafoulabé fou creat per la llei del 4 de novembre de 1986 mitjançant el reagrupament de 28 pobles que constituïen l'antic districte de Bafoulabé

## Economia i transports
L'activitat principal és l'agricultura. Les principals produccions són el sorgo, el mill, l'arròs, el fonio, la dacsa, la patata dolça, la mongeta, el cacauet, el cotó i les cultures de vegetals (ceba, tomaquet, albergínia). La ramaderia, principalment dels bovins, ovins, caprins i aviram és igualment molt practicat.
La pesca al llarg del riu Senegal en tota estació i la caça, sobretot durant l'estació seca, són igualment practicades per un consum local.
Els artesans (ferrers, cordoners, poters i teixidors) produeixen essencialment pel mercat local. El comerç està poc desenvolupat.
La xarxa viària (sobretot les carreteres Bafoulabé–Kayes i Bafoulabé-Diakon), són difícilment practicables. El municipi està doncs mal comunicat.
Bafoulabé posseeix un petit aeroport (codi ICAO: GABF).

## Cultura
Bafoulabé ha conegut per la llegenda de Mali Sadio o Mali-cajo. Diverses versions existeixen. Un hipopòtam (mali en bambara) hauria fet un pacte amb una dona encinta. Després del naixement, l'hipopòtam i la nena que va néixer, Sadio, foren amics. Però un dia l'hipopòtam fou mort per habitants del poble gelosos. Segons altres versions, l'hipopòtam, amic dels habitants del pobles i sobretot dels nens fou mort pel colon francès Cauchon. Aquesta llegenda és explicada i cantada pels recitadors (griots) i represa per nombrosos cantants malians

## Educació
Sobre el plànol de l'educació, el municipi disposa de 14 escoles fonamentals de primer cicle i tres de segon cicle.